# 武爾圖魯鄉 (康斯坦察縣)
44°39′0″N 28°16′0″E / 44.65000°N 28.26667°E
武爾圖魯鄉（羅馬尼亞語：Comuna Vulturu, Constanța），是羅馬尼亞的鄉份，位於該國西南部，由康斯坦察縣負責管轄，面積72平方公里，海拔高度122米，2007年人口746，人口密度每平方公里10人。